# Neuhausen am Rheinfall
Neuhausen am Rheinfall es una ciudad y comuna suiza del cantón de Schaffhausen, situada en la rivera superior del Rin, de ahí su topónimo. Limita al norte con las comunas de Beringen y Schaffhausen, al este con Flurlingen (ZH), al sur con Laufen-Uhwiesen (ZH) y Jestetten (GER-BW), al oeste con Guntmadingen y Beringen.
Su nombre significa «Nuevas Casas de las Cataratas del Rin».